# Fritsen Valley
Das Fritsen Valley ist ein hoch gelegenes Tal im ostantarktischen Viktorialand. In der Olympus Range liegt es westlich des Harris Ledge im Gebiet nördlich des Mount Hercules. 
Das Advisory Committee on Antarctic Names benannte das Tal 2004 nach dem Mikrobiologen Christian H. Fritsen vom Desert Research Institute in Reno, Nevada, der im Rahmen des United States Antarctic Program ab 1992 Forschungen am antarktischen Packeis und am Eis auf den antarktischen Seen durchgeführt hatte.